# Liste der Präsidenten der Legislativversammlung von Santa Catarina
Die Liste der Präsidenten der Legislativversammlung von Santa Catarina führt alle Präsidenten der Legislativversammlung von Santa Catarina (portugiesisch Assembleia Legislativa de Santa Catarina) seit ihrer Gründung im Jahr 1834 in der Provinz Santa Catarina auf, die zu dieser Zeit Assembleia Legislativa Provincial de Santa Catarina hieß. Sie bildet eine Gesamtliste für Provinz und Bundesstaat.
Die Assembleia Legislativa ist das Einkammerparlament des brasilianischen Bundesstaates Santa Catarina.
| Nr. | Name | Amtszeit  |
| --- | --- | --------- |
| 1   | Manuel Paranhos da Silva Veloso                                                                                | 1835      |
| 2   | Miguel de Sousa Melo e Alvim                                                                                   | 1836–1837 |
| 3   | Manuel Paranhos da Silva Veloso                                                                                | 1838      |
| 4   | Miguel de Sousa Melo e Alvim                                                                                   | 1839–1840 |
| 5   | Jerônimo Coelho                                                                                                | 1841      |
| 6   | Tomás Silveira de Sousa                                                                                        | 1842–1846 |
| 7   | Severo Amorim do Vale                                                                                          | 1847–1849 |
| 8   | José Pereira Sarmento                                                                                          | 1850–1853 |
| 9   | João Francisco de Sousa Coutinho                                                                               | 1854–1855 |
| 10  | Joaquim Gomes de Oliveira e Paiva                                                                              | 1856      |
| 11  | Marcelino Antônio Dutra                                                                                        | 1857      |
| 12  | Francisco José de Oliveira Pais                                                                                | 1858–1860 |
| 13  | Marcelino Antônio Dutra                                                                                        | 1861–1862 |
| 14  | Die Assembleia Legislativa des Jahres 1863 trat nicht zusammen, da die Abgeordneten die Teilnahme verweigerten | 1863      |
| 15  | Tomás Silveira de Sousa                                                                                        | 1864      |
| 16  | Francisco José de Oliveira Pais                                                                                | 1865      |
| 17  | Tomás Silveira de Sousa                                                                                        | 1866      |
| 18  | Francisco José de Oliveira Pais                                                                                | 1867      |
| 19  | Joaquim Gomes de Oliveira e Paiva                                                                              | 1868      |
| 20  | Afonso de Albuquerque e Melo                                                                                   | 1869      |
| 21  | Manuel do Nascimento da Fonseca Galvão                                                                         | 1870–1871 |
| 22  | Luís Ferreira do Nascimento Melo                                                                               | 1872–1873 |
| 23  | Martinho Domiense Pinto Braga                                                                                  | 1874–1875 |
| 24  | Manuel José de Oliveira                                                                                        | 1876–1877 |
| 25  | Die Assembleia Legislativa trat nicht zusammen                                                                 | 1878–1879 |
| 26  | Olímpio Adolfo de Sousa Pitanga                                                                                | 1880–1881 |
| 27  | Antônio Luís Ferreira de Melo                                                                                  | 1882–1883 |
| 28  | Alexandre Ernesto de Oliveira                                                                                  | 1884      |
| 29  | Die Assembleia Legislativa trat nicht zusammen                                                                 | 1885      |
| 30  | Fernando Hackradt Júnior                                                                                       | 1886      |
| 31  | Antônio Pereira da Silva e Oliveira                                                                            | 1887      |
| 32  | Abdon Batista                                                                                                  | 1888–1889 |
| 33  | Francisco Tolentino Vieira de Sousa                                                                            | 1891      |
| 34  | Eliseu Guilherme da Silva                                                                                      | 1892–1893 |
| 35  | Joaquim Elói de Medeiros                                                                                       | 1894–1895 |
| 36  | Luís Antônio Ferreira Gualberto                                                                                | 1896–1897 |
| 37  | Antônio Pinto da Costa Carneiro                                                                                | 1898–1900 |
| 38  | Antônio Pereira da Silva e Oliveira                                                                            | 1901–1904 |
| 39  | Die Sitzungen der 5. Legislaturperiode wurden durch ein Kollegium geleitet                                     | 1905      |
| 40  | Antônio Pereira da Silva e Oliveira                                                                            | 1906–1911 |
| 41  | Gustavo Lebon Régis                                                                                            | 1912      |
| 42  | João Guimarães Pinho                                                                                           | 1913–1917 |
| 43  | Dorval Melquíades de Sousa                                                                                     | 1918      |
| 44  | João Guimarães Pinho                                                                                           | 1919–1924 |
| 45  | Antônio Vicente Bulcão Viana                                                                                   | 1925–1930 |
|     | Der Präsident der Republik Getúlio Vargas löste alle Assembleias Legislativas auf (1930–1935)                  |           |
| 46  | Altamiro Guimarães                                                                                             | 1935–1937 |
|     | Die Assembleia Legislativa war bis 1947 erneut aufgelöst                                                       |           |
| 47  | José Boabaid                                                                                                   | 1947–1950 |
| 48  | Volney Collaço de Oliveira                                                                                     | 1951      |
| 49  | Protógenes Vieira                                                                                              | 1952      |
| 50  | Volney Collaço de Oliveira                                                                                     | 1953      |
| 51  | Oswaldo Rodrigues Cabral                                                                                       | 1954      |
| 52  | Brás Joaquim Alves                                                                                             | 1955      |
| 53  | Paulo Konder Bornhausen                                                                                        | 1956      |
| 54  | Rui Hülse | 1957      |
| 55  | José de Miranda Ramos                                                                                          | 1958      |
| 56  | Brás Joaquim Alves                                                                                             | 1959–1960 |
| 57  | João Estivalet Pires                                                                                           | 1961–1962 |
| 58  | Ivo Silveira                                                                                                   | 1963–1965 |
| 59  | Lecian Slovinski                                                                                               | 1966–1968 |
| 60  | Elgydio Lunardi                                                                                                | 1969      |
| 61  | Pedro Paulo Colin                                                                                              | 1970      |
| 62  | Nelson Pedrini                                                                                                 | 1971–1972 |
| 63  | Zany Gonzaga                                                                                                   | 1973–1974 |
| 64  | Epitácio Bittencourt                                                                                           | 1975–1976 |
| 65  | Waldomiro Colautti                                                                                             | 1977–1978 |
| 66  | Moacir Bértoli                                                                                                 | 1979–1980 |
| 67  | Epitácio Bittencourt                                                                                           | 1981–1983 |
| 68  | Júlio César | 1983–1985 |
| 69  | Stélio Boabaid                                                                                                 | 1985–1987 |
| 70  | Juarez Rogério Furtado                                                                                         | 1987–1989 |
| 71  | Heitor Sché | 1989–1991 |
| 72  | Otávio Gilson dos Santos                                                                                       | 1991–1993 |
| 73  | Ivan Ranzolin                                                                                                  | 1993–1994 |
| 74  | Pedro Bittencourt Neto                                                                                         | 1994–1997 |
| 75  | Francisco Küster                                                                                               | 1997–1998 |
| 76  | Neodi Saretta                                                                                                  | 1998–1999 |
| 77  | Gilmar Knaesel                                                                                                 | 1999–2000 |
| 78  | Onofre Santo Agostini                                                                                          | 2001–2002 |
| 79  | Volnei Morastoni                                                                                               | 2003–2004 |
| 80  | Julio Cesar Garcia                                                                                             | 2005–2008 |
| 81  | Jorginho Mello                                                                                                 | 2009      |
| 82  | Gelson Merisio                                                                                                 | 2010–2012 |
| 83  | Joares Ponticelli                                                                                              | 2013–2014 |
| 84  | Romildo Titon                                                                                                  | 2014–2015 |
| 85  | Gelson Merisio                                                                                                 | 2015–2017 |
| 86  | Silvio Dreveck                                                                                                 | 2017–2018 |
| 87  | Aldo Schneider                                                                                                 | 2018      |
| 88  | Silvio Dreveck                                                                                                 | 2018–2019 |
| 89  | Julio Cesar Garcia                                                                                             | 2019–     |